# Dave Stewart
Dave Lloyd Stewart (Waterloo, Londen, 30 december 1950) is een Brits musicus. Stewart bespeelt met name de keyboards. Dave Stewart moet niet verward worden met David A. Stewart van de Eurythmics, die ook als artiestennaam Dave Stewart hanteert.
Al als een kind toonde Stewart veel aandacht voor muziek, met name de piano van zijn tante moest het ontgelden (en de oren van de buren). De fascinatie voor Pete Townshend en Jimi Hendrix maken dat Stewart voor korte tijd de gitaar oppakt. Zijn eerste optredens waren met een lokaal bandje, The Southsiders, waar hij orgel en gitaar speelde. Het orgelspelen ging Stewart beter af, de gitaar werd aan de wilgen gehangen.
In 1967 vormt Stewart met zijn schoolvrienden Steve Hillage en Mont Campbell de band Uriel. Ze worden nog aangevuld met Clive Brooks op de drums. Ze spelen een mengeling van blues en  psychedelica. Een enkel nummer van The Nice komt ook in het repertoire; Stewart werd een bewonderaar van Keith Emerson. Uriel begon te lopen, en speelde in de zomer van 1968 op Wight. Vanaf dat moment wordt Stewart fulltime musicus. Het vertrek van Hillage maakt dat de band als trio verdergaat onder de naam Egg. Met Egg worden twee albums gemaakt met een moeilijk soort muziek. Tussendoor wordt nog een album opgenomen met Steve Hillage, onder de naam Arzachel. Met zijn vriend Chris Cutler (drummer van Henry Cow) vormde Stewart ook een grotere groep, The Ottawa Company, waarmee ze optraden.
Na het uiteengaan van Egg kan Stewart aan het werk bij het nieuw gevormde Hatfield and the North. Met deze groep maken ze twee albums, waarna de groep weer uiteen gaat. Volgt nog een korte reünie van Egg, waarbij nog een nieuw album opgenomen wordt.
Eind 1975 start Stewart samen met Alan Gowen en Phil Miller (ex-Hatfield) een nieuwe band, National Health. In eerste instantie werd het trio aangevuld met Bill Bruford op drums, maar deze werd later vervangen door de voormalige Hatfield drummer Pip Pyle. National Health produceerde een tweetal albums, maar hield in 1979 alweer op te bestaan.
Stewart werd door Bill Bruford gevraagd om mee te doen in zijn band Bruford. Hij werkte daar samen met Bruford, bassist Jeff Berlin en gitarist Allan Holdsworth. Dave Stewart breidde in dit tijdperk zijn arsenaal uit, naast het orgel en de elektrische piano verschenen nu ook de synthesizers. Het succes van deze groep introduceert Stewart bij het grote publiek.
In het begin van de tachtiger jaren kwam er een verandering in het werk van Stewart. Tot dan toe werkte hij als keyboard-speler in groepen en componeerde hij lange, complexe instrumentale nummers. In 1981 ging het roer om, Stewart gaat zelf songs schrijven, arrangeren en produceren. Direct de eerste single (de Motown-song What becomes of the brokenhearted, met Colin Blunstone als zanger) heeft succes. Stewart gaat vanaf die tijd verder samen met zijn vrouw Barbara Gaskin. Sinds die tijd werken ze als Stewart/Gaskin samen en hadden ze onder meer een hit met It's my party.

## NPO Radio 2 Top 2000
| Nummer met noteringen in de NPO Radio 2 Top 2000         | '01  | '02-'03 | '04  | '05  |
| -------------------------------------------------------- | ---- | ------- | ---- | ---- |
| What Becomes of the Broken Hearted (met Colin Blunstone) | 1765 | -       | 1891 | 1921 |

1. ↑  Een '-' betekent dat het nummer niet was genoteerd en een vetgedrukt getal geeft de hoogste notering aan.
2. ↑  2001 was het eerste jaar met een notering voor dit nummer.
3. ↑  Deze tabel is bijgewerkt tot en met de laatste editie (2024).

- Bibliothèque nationale de France: cb144584501 (data)
- Gemeinsame Normdatei: 1183639236
- International Standard Name Identifier: 0000 0001 0875 9845
- Library of Congress Control Number: n82155751
- MusicBrainz: c7b11c65-595f-4238-893b-36be934ebda9
- Nationale Bibliotheek van Tsjechië: xx0066857
- Nederlandse Thesaurus van Auteursnamen: 185469132
- Système universitaire de documentation: 155612069
- Virtual International Authority File: 18923650